# Švýcarsko na Letních olympijských hrách 1928
Švýcarsko se účastnilo Letní olympiády 1928 v nizozemském Amsterdamu. Zastupovalo ho 133 sportovců (132 mužů a 1 žena) v 15 sportech.

## Medailisté
| Medaile | Jméno                                                                   | Sport                | Soutěž                          |
| ------- | ----------------------------------------------------------------------- | -------------------- | ------------------------------- |
| Zlato   | Georges Miez                                                            | Sportovní gymnastika | Muži hrazda                     |
| Zlato   | Georges Miez                                                            | Sportovní gymnastika | Muži víceboj – jednotlivci      |
| Zlato   | Hermann Hänggi                                                          | Sportovní gymnastika | Muži kůň našíř                  |
| Zlato   | Družstvo mužů                                                           | Sportovní gymnastika | Družstvo mužů                   |
| Zlato   | Eugen Mack                                                              | Sportovní gymnastika | Muži přeskok                    |
| Zlato   | Hans Schǒchlin Karl Schǒchlin Hans Bourquin                             | Veslování            | Muži dvojka s kormidelníkem     |
| Zlato   | Ernst Kyburz                                                            | Zápas                | muži volný styl do 79 kg        |
| Stříbro | Hermann Hänggi                                                          | Sportovní gymnastika | Muži víceboj – jednotlivci      |
| Stříbro | Georges Miez                                                            | Sportovní gymnastika | Muži kůň našíř                  |
| Stříbro | Ernst Haas (veslař) Joseph Meyer Otto Bucher Karl Schwegler Fritz Bösch | Veslování            | Muži čtyřka s kormidelníkem     |
| Stříbro | Arnold Bögli                                                            | Zápas                | muži volný styl do 87 kg        |
| Bronz   | Eugen Mack                                                              | Sportovní gymnastika | Muži hrazda                     |
| Bronz   | Hermann Hänggi                                                          | Sportovní gymnastika | Muži bradla                     |
| Bronz   | Charles-Gustave Kuhn                                                    | Jezdectví            | Parkurové skákání - jednotlivci |
| Bronz   | Hans Minder                                                             | Zápas                | muži volný styl do 61 kg        |